# 黃居中 (順治進士)
黃居中，字定方，福建龙溪人，清朝政治人物、同進士出身。

## 生平
順治九年（1652年）壬辰科進士，翌年任灵台县知县，在任期間修《灵台县志》。
《清顺治灵台县志》记载：福建省龙溪县人。清顺治八年进士。九年莅任灵台县知县。时值灵台屡遭兵燹，田赋奇重，州差敲诈勒索，盗贼抢劫，人民流离失所，田园荒芜，满目萧然。县城遍地蔓草，时有股匪乱兵劫掠。黄公千里奉命主宰灵台，单骑微服于兵戎之中，潜至县城三里之南堡子，于民舍破屋中莅任视事。招散民，集乡丁，购火具，置火炮，具文报请邑人姚遇隆任守备，加设千总、红旗、参谋、旗牌，内结众心，外扬声势，歹徒敛迹，游勇远遁，人情渐安。邀请耆老共商恢复之策，筑城修堡，编练团丁，召回流亡，抚慰顺民，厘定徭役。恢复驿站，纠治奸尻，拯救灾民。修盐堡，重建官学，丈量田地，清理课税。恢复文化商旅。在任八年，政绩颂扬，声誉载道。